# Pintado de miniaturas

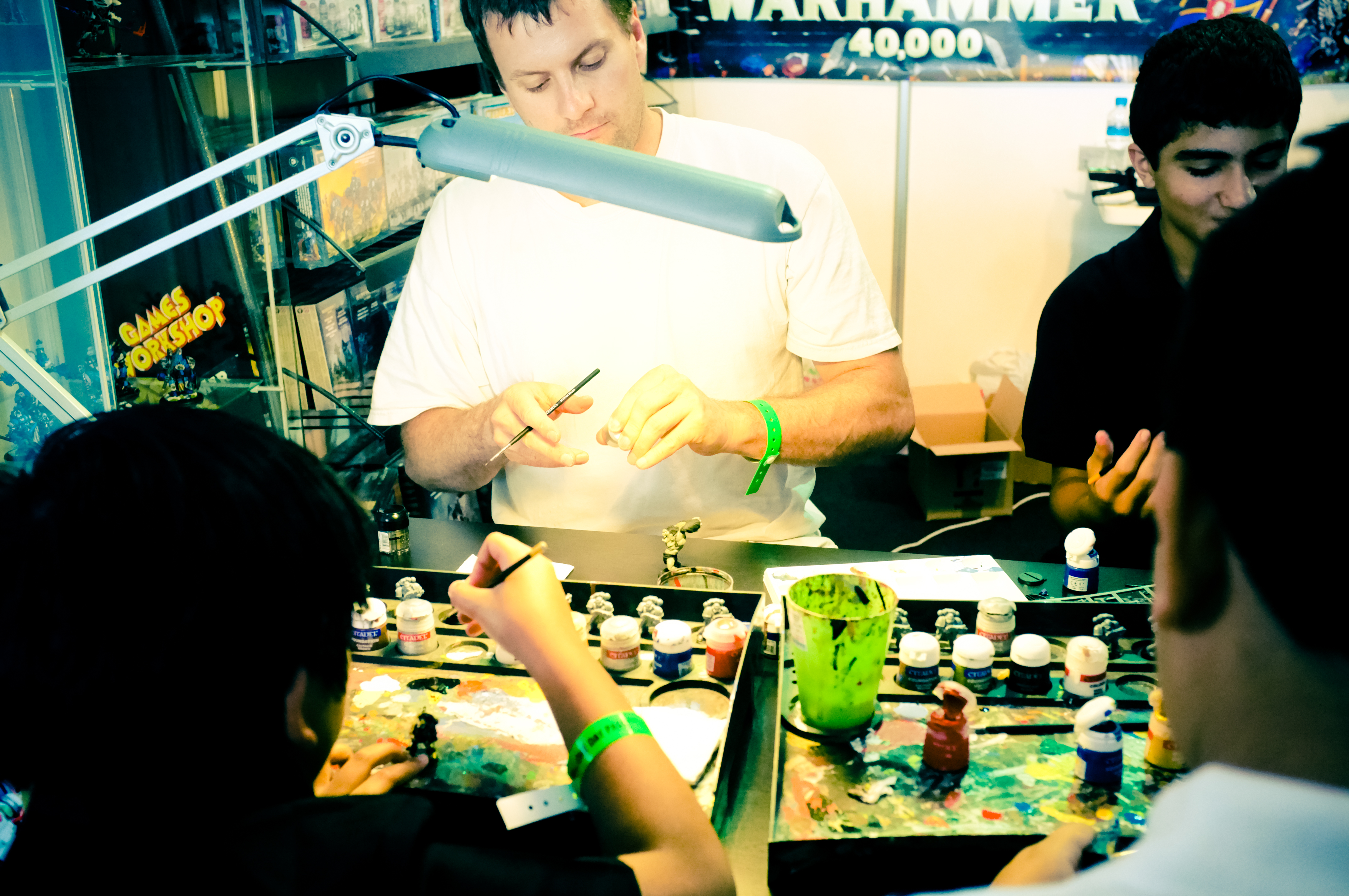
Taller de pintura de Games Workshop en la Comic Con 2012

El pintado de miniaturas (o «figuras») es un hobby relativamente reciente. Ha alcanzado la popularidad de la que goza actualmente gracias al desarrollo de los juegos de rol, comercializados a partir de 1974 con el juego Dungeons & Dragons. Como principales compañías fabricantes pueden citarse Games Workshop o Italeri. Games Workshop es la más cercana a los jóvenes, pues su gama incluye figuras para juegos de miniaturas con personajes de fantasía heroica o de ciencia ficción, entre otros. Las de Italeri, en cambio, son miniaturas de colección concebidas en una escala más pequeña, haciendo que su pintado resulte más difícil.

## Guía de Pintura

### Para empezar
Para empezar, es necesario acondicionar el área donde se vaya a pintar. Lo más recomendable sería una mesa o un escritorio situados cerca a una ventana, pues la luz natural es la más recomendable para pintar. Se necesitan además pinturas y pinceles delgados, pues se van a pintar áreas pequeñas, además de una taza o cualquier recipiente para enjuagar el pincel (de preferencia tener dos: uno para las pinturas metálicas y otro para las normales).
El figurista Andrés Mora en la Columna Notas desde el Garage hace un listado de herramientas que él considera necesarias para cualquier modelista, éstas son:
- Lámpara
- Cuchillas o X-Acto
- Cutters o “Piquetas”
- Lupas o Magnificadores
- Pinzas
- Limas, Lijas, Lanillas de metal
- taladro manual y eléctricos
- Lentes protectores

Adicionalmente, considera necesarios los siguientes materiales:
- Alambres de diferentes diámetros
- Blue tack
- Cinta plástica o cinta adhesiva de papel o tirro
- Hisopos o “cotton buds” impregnados en acetona
- Espátulas de plástico o paletas de madera
- Corchos
- Anime o espuma floral
- Guantes de látex
- Servilletas de papel
- Clips

Muchas miniaturas requieren de un proceso de ensamblaje que debemos hacer antes o, en ocasiones, después de pintarlas.

### Técnicas de pintado

#### La Imprimación
El primer paso en el pintado de miniaturas es la imprimación. La imprimación consiste en la aplicación de una capa de pintura uniforme (preferiblemente negra o blanca) y no demasiado espesa, que facilitará la adherencia del resto de colores a utilizar, además sirve para darnos una priimera visión de como quedará nuestro modelo y faciliitará la detección de errores de fabricación o ensamblado en el mismo.
Elegir el color blanco o negro para la imprimación repercutirá en el resultado final del pintado: los colores aplicados sobre una imprimación blanca quedan más brillantes, mientras que los aplicados sobre una imprimación negra quedan más oscuros; una u otra elección dependerá del tipo de miniatura y del efecto final que queramos conseguir. Aunque puede imprimarse una miniatura con una pintura blanca o negra corriente, actualmente se venden pinturas de imprimación especialmente diseñadas para este fin y que proporcionan una base perfecta sobre la cual empezar a trabajar.
Si se está trabajando con una miniatura a la que dedicaremos un tiempo considerable puede aplicarse la capa de imprimación con un pincel normal, preferiblemente de tamaño medio-grande y tras haber diluido la pintura un poco para que fluya bien; siempre es mejor aplicar dos capas sucesivas porque una es demasiado clara que aplicar una única capa tan espesa que tape alguno de los detalles de la miniatura.
Si estamos trabajando en varias miniaturas al mismo tiempo, por ejemplo para pintar un regimiento, lo habitual es aplicar la capa de imprimación con un spray, lo que permite ahorrar tiempo al aprovechar el rociado para imprimar varias miniaturas al mismo tiempo. En este caso hay que recordar siempre utilizar el spray al aire libre para evitar respirar el rociado.

#### Técnicas básicas de pintura
Existen tres técnicas básicas:
-Color de base: Esta es la técnica más sencilla de todas. Consiste en pintar un área de la miniatura con un color plano, por ejemplo pintar una armadura con una capa de un solo tono de plateado, contrastar los relieves, es decir sin aplicar luces ni sombras. Esta capa base se suele dar sobre las partes más extensas de la miniatura para posteriormente darle más detalle.
-Pincel Seco: Esta técnica se complementa con el color de base. Después de aplicar una capa de color de base se usa para hacer notar los relieves. Aplicarla es bastante sencillo, pero su correcto uso requiere de práctica, y mucha práctica (tal vez un mes o dos), así que no te decepciones si no te queda bien las primeras veces.
Para aplicarla se debe hacer lo siguiente: tras haber aplicado el color de base, hay que recoger en el pincel un color ligeramente más claro que el primero. Después, hay que remover con un papel absorbente el exceso de pintura del pincel y una vez hecho esto, aplicar una ligera capa de pintura sobre las áreas prominentes de la miniatura moviendo el pincel de arriba abajo rápidamente. El pigmento que queda en el pincel se depositará sobre el detalle creando las luces de la miniatura.
Esta es una técnica eficiente pero muy sucia y plantea algún que otro problema como es que la pintura se granule, para solucionar esto es conveniente pasar un pincel limpio y húmedo por encima de la zona afectada por la técnica para así quitar estas pequeñas imperfecciones.
-Lavado de Tintas: Esta técnica te permite simular un efecto de sombreado en la miniatura. Para empezar, aplica una capa base del color que hayas elegido.Cuando esté seca, pinta con una pintura muy diluida esa superficie de la miniatura. La tinta se depositará en los recovecos de la miniatura y, una vez seca, podrás comprobar que así has pintado las sombras de la miniatura.
Hay otras técnicas como son los velados o el dipping.

#### Toques finales
Una vez terminado el pintado de la miniatura, es aconsejable aplicar una capa de barniz que protegerá a la pintura de golpes, arañazos o simplemente del roce de los dedos al tocar la miniatura.
Como en el caso de la pintura, procuraremos diluir un poco el barniz antes de aplicarlo, para que no cubra los detalles que tanto trabajo nos costó resaltar con los colores. Si es necesario, aplicaremos una segunda capa de barniz antes que una única más espesa.
Existen dos tipos principales de barniz: mate o brillo. El barniz brillo o brillante es más resistente y protegerá mejor a la miniatura, pero hay muchos aficionados a la pintura de miniaturas a los que no les gusta el acabado que proporciona (el brillo hace que la miniatura parezca más "de juguete"); es por ello que una técnica que se utiliza en muchas ocasiones es aplicar una primera capa de barniz brillo que protegerá perfectamente a la miniatura, y posteriormente una segunda capa mate para eliminar el efecto brillante.